# Michael Olise
Michael Akpovie Olise (sinh ngày 12 tháng 12 năm 2001) là một cầu thủ bóng đá chuyên nghiệp hiện đang thi đấu ở vị trí tiền vệ tấn công hoặc tiền vệ cánh cho câu lạc bộ Bundesliga Bayern München. Sinh ra ở Anh, anh thi đấu cho đội tuyển bóng đá quốc gia Pháp.

## Thiếu thời
Olise sinh ra ở quận Hammersmith ở Luân Đôn, có mẹ là người Pháp gốc Algérie và cha là người Nigeria. Anh được cha mẹ nuôi dưỡng và lớn lên ở Hayes, một thị trấn gần sân bay Heathrow.

## Sự nghiệp cầu thủ

### Sự nghiệp ban đầu
Olise gia nhập câu lạc bộ địa phuơng Hayes & Yeading khi mới 6 tuổi, trước khi gia nhập Học viện Chelsea. Anh từng là cầu thủ trẻ cho Arsenal, Chelsea và Manchester City.

### Reading
Vào tháng 7 năm 2018, Olise được tuyển vào chương trình học bổng của Học viện câu lạc bộ Reading. Anh có trận ra mắt cho Reading vào ngày 12 tháng 3 năm 2019 trong trận thua 3–0 trên sân nhà trước Leeds United. Vào ngày 15 tháng 7, anh đã ký hợp đồng chuyên nghiệp có thời hạn ba năm với câu lạc bộ. Anh ghi bàn thắng đầu tiên tại giải đấu cho Reading vào ngày 19 tháng 9 năm 2020 khi tung cú vô lê vào lưới ở phút thứ 76 với bàn thắng thứ hai trong chiến thắng 2–0 trước Barnsley tại Sân vận động Madejski. Vào tháng 4 năm 2021, anh được đề cử giải Cầu thủ trẻ xuất sắc nhất mùa giải của EFL. Vào ngày 29 tháng 4 năm 2021, anh đã được trao giải Cầu thủ trẻ xuất sắc nhất mùa giải của EFL.

### Crystal Palace
Vào ngày 8 tháng 7 năm 2021, Olise ký hợp đồng 5 năm với đội bóng Premier League là Crystal Palace sau khi câu lạc bộ đã kích hoạt điều khoản giải phóng trị giá 8,37 triệu bảng của anh.
Vào ngày 11 tháng 9 năm 2021, anh có trận ra mắt Premier League cho câu lạc bộ trong chiến thắng 3–0 trên sân nhà trước Tottenham sau khi vào sân thay người ở phút 86 thay cho Jordan Ayew. Vào ngày 23 tháng 9, Olise có trận ra mắt chính thức cho Crystal Palace trong trận hòa 1–1 trên sân nhà trước Newcastle United.
Vào ngày 3 tháng 10 năm 2021, Olise ghi bàn thắng đầu tiên ở Premier League cho câu lạc bộ khi vào sân thay người ở hiệp hai trong trận hòa 2–2 trên sân nhà trước Leicester City. Anh trở thành cầu thủ ghi bàn trẻ nhất tại Premier League cho Palace kể từ Clinton Morrison vào năm 1998.
Vào ngày 9 tháng 4 năm 2023, Olise trở thành cầu thủ trẻ nhất kiến tạo ba bàn thắng trong một trận đấu Premier League trong chiến thắng 5–1 trước Leeds United. Vào ngày 13 tháng 5, anh trở thành cầu thủ Palace đầu tiên lập được mười pha kiến tạo trong một mùa giải Premier League khi kiến tạo bàn thắng thứ hai của Eberechi Eze trong chiến thắng 2–0 trước Bournemouth. Vào ngày 17 tháng 8 năm 2023, có thông báo rằng Olise đã ký hợp đồng mới có thời hạn bốn năm với Crystal Palace trong bối cảnh có thông tin cho rằng anh suýt tái gia nhập Chelsea.
Olise bị chấn thương gân kheo trong trận thua 4–1 trước Brighton vào ngày 3 tháng 2 năm 2024 khi anh chỉ mới vào sân thay người. Anh trở lại sau chấn thương vào tháng 4 năm đó. Sau đó, anh có những màn trình diễn mạnh mẽ khi lập một cú đúp trong chiến thắng 4–0 trước Manchester United vào ngày 6 tháng 5. Cuối cùng, anh đã kết thúc mùa giải với mười bàn thắng và sáu pha kiến tạo chỉ sau 19 lần ra sân dưới thời huấn luyện viên Oliver Glasner. Phong độ ấn tượng của anh đã thu hút sự chú ý từ các câu lạc bộ Premier League khác bao gồm Arsenal, Chelsea, Manchester United và Newcastle United. Vào ngày 7 tháng 7, câu lạc bộ thông báo rằng anh đã hoàn tất vụ chuyển nhượng đến Bayern Munich. Anh đã từ biệt Crystal Palace với một tin nhắn chia tay trên Instagram.

### Bayern Munich
Vào ngày 7 tháng 7 năm 2024, câu lạc bộ Bayern Munich tại Bundesliga đã hoàn tất ký hợp đồng với Olise từ Crystal Palace theo hợp đồng 5 năm có thời hạn đến ngày 30 tháng 6 năm 2029 với mức phí chuyển nhượng được báo cáo là 60 triệu euro bao gồm các điều khoản bổ sung. Anh lập một pha kiến tạo cho bàn thắng của Kingsley Coman chỉ sau hai phút vào sân trong trận ra mắt câu lạc bộ với tư cách là cầu thủ dự bị trong chiến thắng 4–0 tại DFB-Pokal trước SSV Ulm vào ngày 16 tháng 8. Vào ngày 14 tháng 9, anh ghi bàn thắng đầu tiên tại Bundesliga trong chiến thắng 6–1 trước Holstein Kiel. Ba ngày sau, anh ghi hai bàn thắng và lập hai pha kiến tạo đầu tiên cho Bayern Munich trong trận ra mắt UEFA Champions League vào ngày 17 tháng 9 năm 2024, trong chiến thắng 9–2 trước Dinamo Zagreb tại Allianz Arena.

## Sự nghiệp quốc tế
Olise sinh ra ở Anh và đủ điều kiện để đại diện cho Pháp, Algérie, Anh hoặc Nigeria trên đấu trường quốc tế vì có cha là người Anh gốc Nigeria và mẹ là người Pháp gốc Algérie. Vào ngày 27 tháng 5 năm 2019, anh được gọi vào U-18 Pháp tham dự Giải đấu Toulon 2019. Anh ra mắt vào ngày 2 tháng 6 năm 2019 cho U-18 Pháp trước U-23 Qatar. Vào tháng 3 năm 2021, Olise được chọn làm cầu thủ dự bị cho đội tuyển quốc gia Nigeria tham dự vòng loại Cúp bóng đá châu Phi gặp Bénin và Lesotho.
Vào tháng 3 năm 2022, Olise lần đầu tiên được gọi vào đội tuyển U-21 Pháp và có trận ra mắt trong chiến thắng 2–0 của đội trước Quần đảo Faroe vào ngày 24 tháng 3.
Vào ngày 8 tháng 7 năm 2024, anh được gọi vào đội tuyển Olympic Pháp tham dự Thế vận hội Paris 2024. Anh có trận ra mắt cho đội Olympic Pháp vào ngày 4 tháng 7 năm 2024 trong trận giao hữu với U-23 Paraguay. Một tuần sau, vào ngày 11 tháng 7, anh ghi hai bàn thắng đầu tiên trong một trận chiến thắng 7–0 trước Cộng hòa Dominica. Trong trận mở màn Olympic của Pháp gặp Hoa Kỳ vào ngày 24 tháng 7, anh đã ghi một bàn thắng để góp phần vào chiến thắng 3–0 của đội. Anh kết thúc giải đấu với hai bàn thắng và năm pha kiến tạo.
Vào ngày 29 tháng 8, Olise được huấn luyện viên Didier Deschamps triệu tập lần đầu tiên vào đội tuyển quốc gia Pháp cho các trận đấu của Pháp với Ý và Bỉ tại UEFA Nations League. Anh chơi 58 phút trong trận ra mắt đội tuyển Pháp vào ngày 6 tháng 9 năm 2024 trong trận thua 1–3 trước Ý tại Sân vận động Công viên các Hoàng tử.

## Đời tư
Olise có em trai là Richard, một cầu thủ bóng đá từng gia nhập Chelsea khi còn ở độ tuổi U-9 và đại diện cho các đội cấp độ trẻ Anh.

## Thống kê sự nghiệp

### Câu lạc bộ
Tính đến 17 tháng 9 năm 2024
| Câu lạc bộ          | Mùa giải            | Giải vô địch        | Giải vô địch | Giải vô địch | Cúp quốc gia | Cúp quốc gia | Cúp Liên đoàn | Cúp Liên đoàn | Châu lục | Châu lục | Tổng cộng | Tổng cộng |
| Câu lạc bộ          | Mùa giải            | Hạng đấu            | Trận         | Bàn          | Trận         | Bàn          | Trận          | Bàn           | Trận     | Bàn      | Trận      | Bàn       |
| ------------------- | ------------------- | ------------------- | ------------ | ------------ | ------------ | ------------ | ------------- | ------------- | -------- | -------- | --------- | --------- |
| Reading             | 2018–19             | Championship        | 4            | 0            | 0            | 0            | 0             | 0             | —        | —        | 4         | 0         |
| Reading             | 2019–20             | Championship        | 19           | 0            | 3            | 0            | 1             | 0             | —        | —        | 22        | 0         |
| Reading             | 2020–21             | Championship        | 44           | 7            | 1            | 0            | 1             | 0             | —        | —        | 46        | 7         |
| Reading             | Tổng cộng           | Tổng cộng           | 67           | 7            | 4            | 0            | 2             | 0             | —        | —        | 73        | 7         |
| Crystal Palace      | 2021–22             | Premier League      | 26           | 2            | 5            | 2            | 0             | 0             | —        | —        | 31        | 4         |
| Crystal Palace      | 2022–23             | Premier League      | 37           | 2            | 1            | 0            | 2             | 0             | —        | —        | 40        | 2         |
| Crystal Palace      | 2023–24             | Premier League      | 19           | 10           | 0            | 0            | 0             | 0             | —        | —        | 19        | 10        |
| Crystal Palace      | Tổng cộng           | Tổng cộng           | 82           | 14           | 6            | 2            | 2             | 0             | 0        | 0        | 90        | 16        |
| Bayern Munich       | 2024–25             | Bundesliga          | 3            | 1            | 1            | 0            | —             | —             | 1        | 2        | 5         | 3         |
| Tổng cộng sự nghiệp | Tổng cộng sự nghiệp | Tổng cộng sự nghiệp | 152          | 22           | 11           | 2            | 4             | 0             | 1        | 2        | 168       | 26        |

1. ↑  Bao gồm FA Cup và DFB-Pokal
2. ↑  Bao gồm EFL Cup

### Đội tuyển quốc gia
Tính đến 9 tháng 9 năm 2024
| Đội tuyển quốc gia | Năm       | Trận | Bàn |
| ------------------ | --------- | ---- | --- |
| Pháp               | 2024      | 2    | 0   |
| Tổng cộng          | Tổng cộng | 2    | 0   |

## Danh hiệu

### Câu lạc bộ

#### Bayern Munich
- Bundesliga: 2024–25[37]
- Franz Beckenbauer Supercup: 2025[38]

### Đội tuyển quốc gia

#### U-23 Pháp
- Huy chương bạc Thế vận hội Mùa hè: 2024[39]

### Cá nhân
- Cầu thủ trẻ xuất sắc nhất EFL Championship: 2020–21[40]
- Đội hình tiêu biểu nhất mùa giải EFL Championship: 2020–21[41]
- Premier League Goal of the Month: Tháng 1 năm 2023[42]
- PFA Team of the Year: Championship 2020–21[43]
- Học viên tiêu biểu của Reading: 2018−19[44]
- Cầu thủ xuất sắc nhất mùa giải của Crystal Palace: 2022–23[45]
- Bàn thắng đẹp nhất mùa giải của Crystal Palace: 2022–23[46]